# Sjali
Sjali (Russisch: Шали, Tsjetsjeens: Шела-ГIала, Şela-Ġala) is een stad in de Russische autonome republiek Tsjetsjenië op het zuidelijke deel van de Tsjetsjeense Vlakte aan de rivier de Dzjalka (zijrivier van de Soenzji en stroomgebied van de Terek) op 36 kilometer ten zuidoosten van Grozny. Het is het bestuurlijk centrum van het district Sjalinski en staat onder jurisdictie van de republiek. Volgens de Russische volkstelling van 2002 bedroeg de bevolking 40.356 mensen.
Sjali vormt een kruispunt van wegen en is het centrum van de omliggende landbouwregio met bedrijven in de voedselsector. Sjali kreeg in 1990 de status van stad.

## Demografie
| Ontwikkeling van het inwoneraantal |        |        |        |
| Jaar                               | 1979   | 1989   | 2002   |
| Bevolking                          | 21.900 | 24.900 | 40.400 |